# Полиция Нигерии
Полиция Нигерии (англ. The Nigeria Police Force, йоруба Ọlọ́ọ̀pá Nàìjíríà, игбо Ndị uwe ojii Nigeria) — основной правоохранительный орган в Нигерии с численностью персонала около 371 800 человек, хотя в настоящее время[уточнить] планируется увеличить численность до 650 000 человек, добавив 280 000 новобранцев к уже существующим.
Полиция Нигерии — крупная организация, состоящая из 36 государственных команд, сгруппированных в 12 зон и 7 административных органов.
Полиция предназначена для защиты жизни, здоровья, прав и свободы граждан Нигерии, иностранных граждан, лиц без гражданства; для противодействия преступности, охраны общественного порядка, собственности и для обеспечения общественной безопасности.

## История
В 1879 году была сформирована вооруженная военизированная полиция (англ. Constabulary) Хауса численностью 1200 человек. В 1896 году была создана полиция Лагоса.  Более того, в 1894 году в Калабаре была сформирована полиция побережья Нигера в рамках недавно провозглашенного протектората побережья Нигера. На севере Королевская компания Нигера в 1888 году создала Полицейские силы Королевской компании Нигера со штаб-квартирой в Локодже.
Когда в начале 1900-х годов были провозглашены протектораты Северной и Южной Нигерии, часть полиции Королевской компании Нигера стала полицией Северной Нигерии, а часть полиции побережья Нигера стала полицией Южной Нигерии.
В колониальный период большая часть полиции была связана с местными органами власти. Полиция Нигерии выполняла обычные полицейские функции и отвечала за внутреннюю безопасность в целом; для поддержки тюремных, иммиграционных и таможенных служб; и для выполнения военных обязанностей в пределах или за пределами Нигерии в соответствии с указаниями. В середине 1980 года полиция объявила план увеличения силы до 200 000 человек.
C 1992 по 2020 году существовал Специальный отряд по борьбе с ограблениями (SARS) (Special Anti-Robbery Squad), печально известный большим количеством злоупотреблений, который был расформирован после массовых протестов

## Галерея

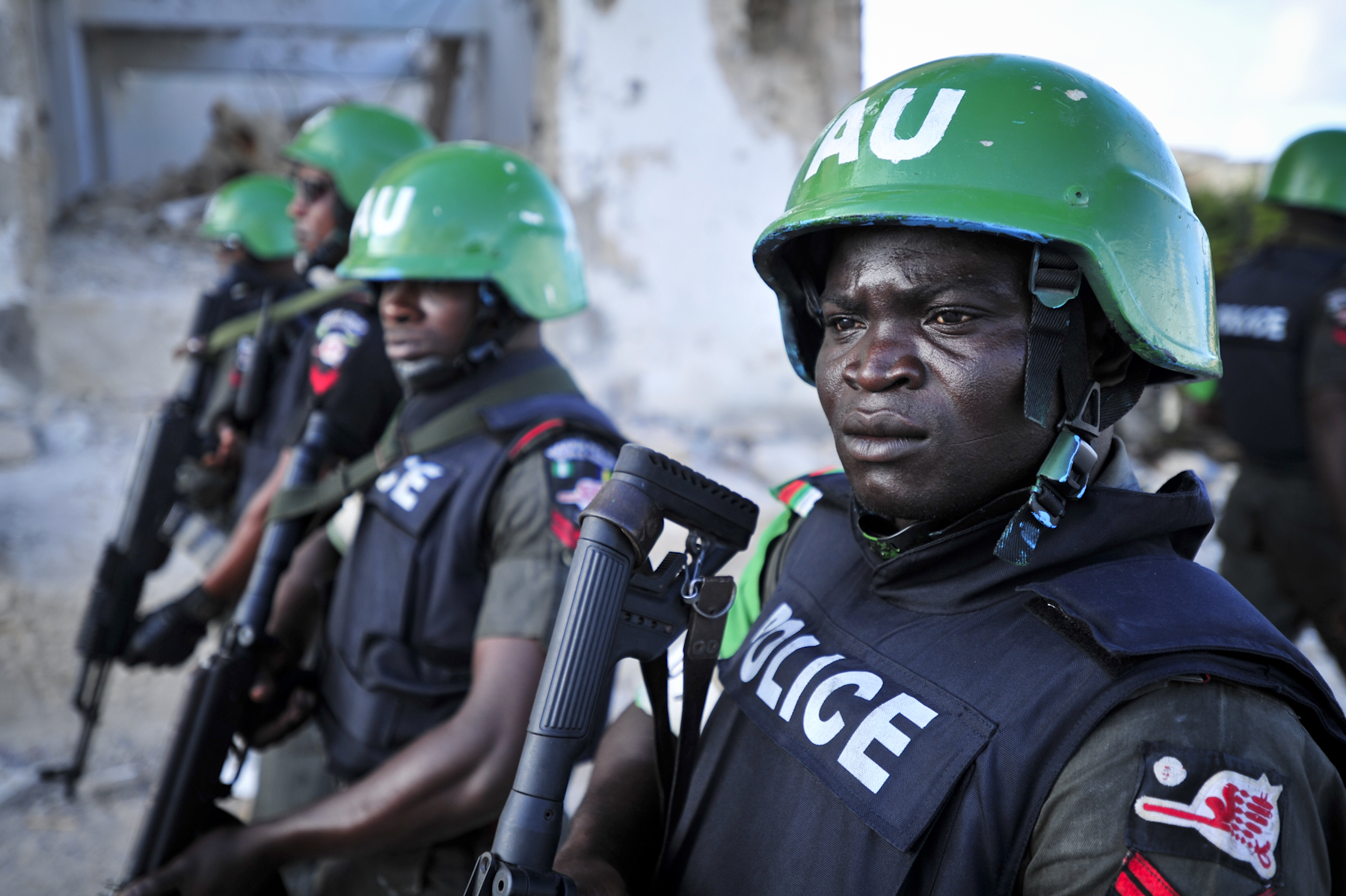
Полиция Нигерии в касках Африканского Союза
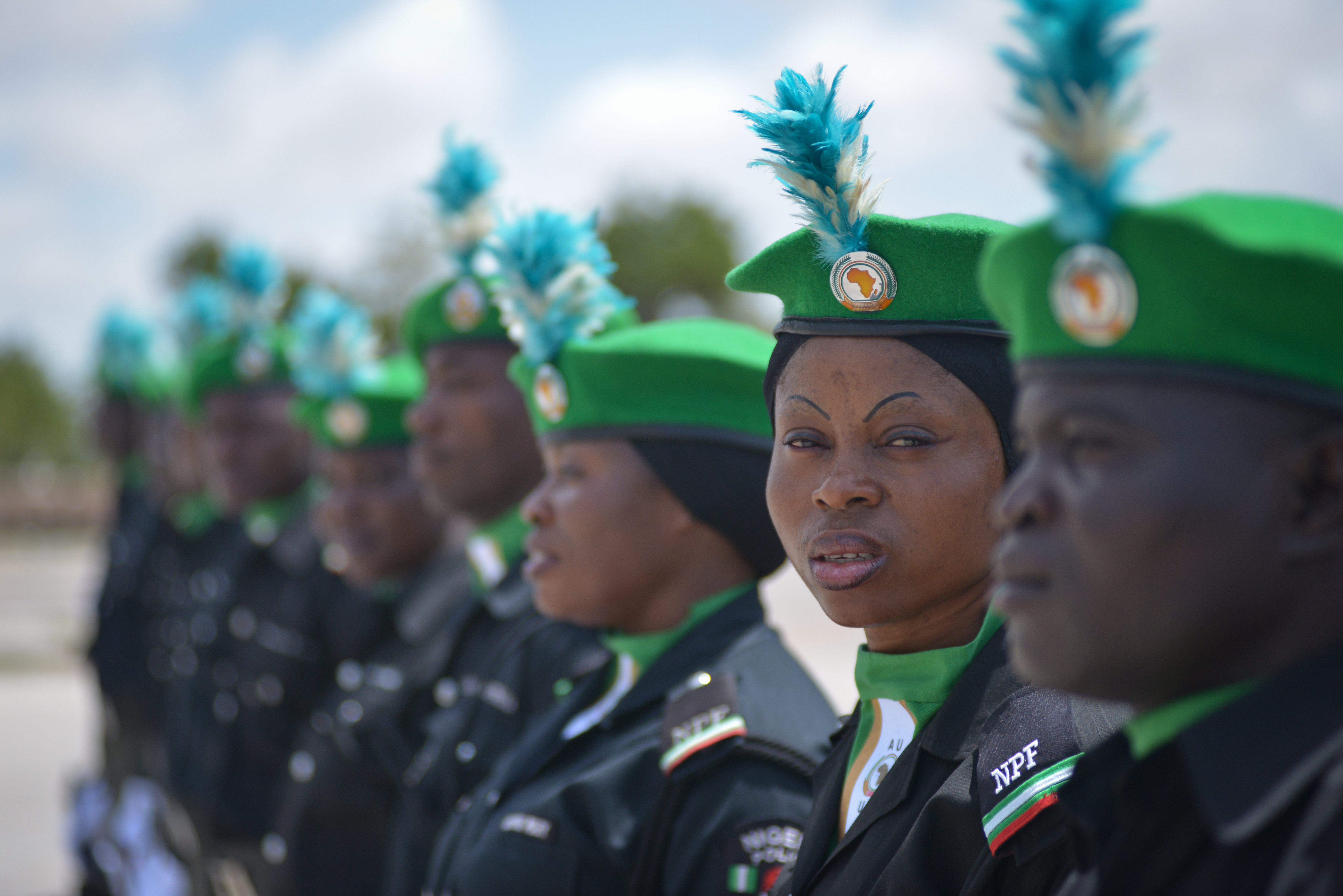
Полицейские на параде
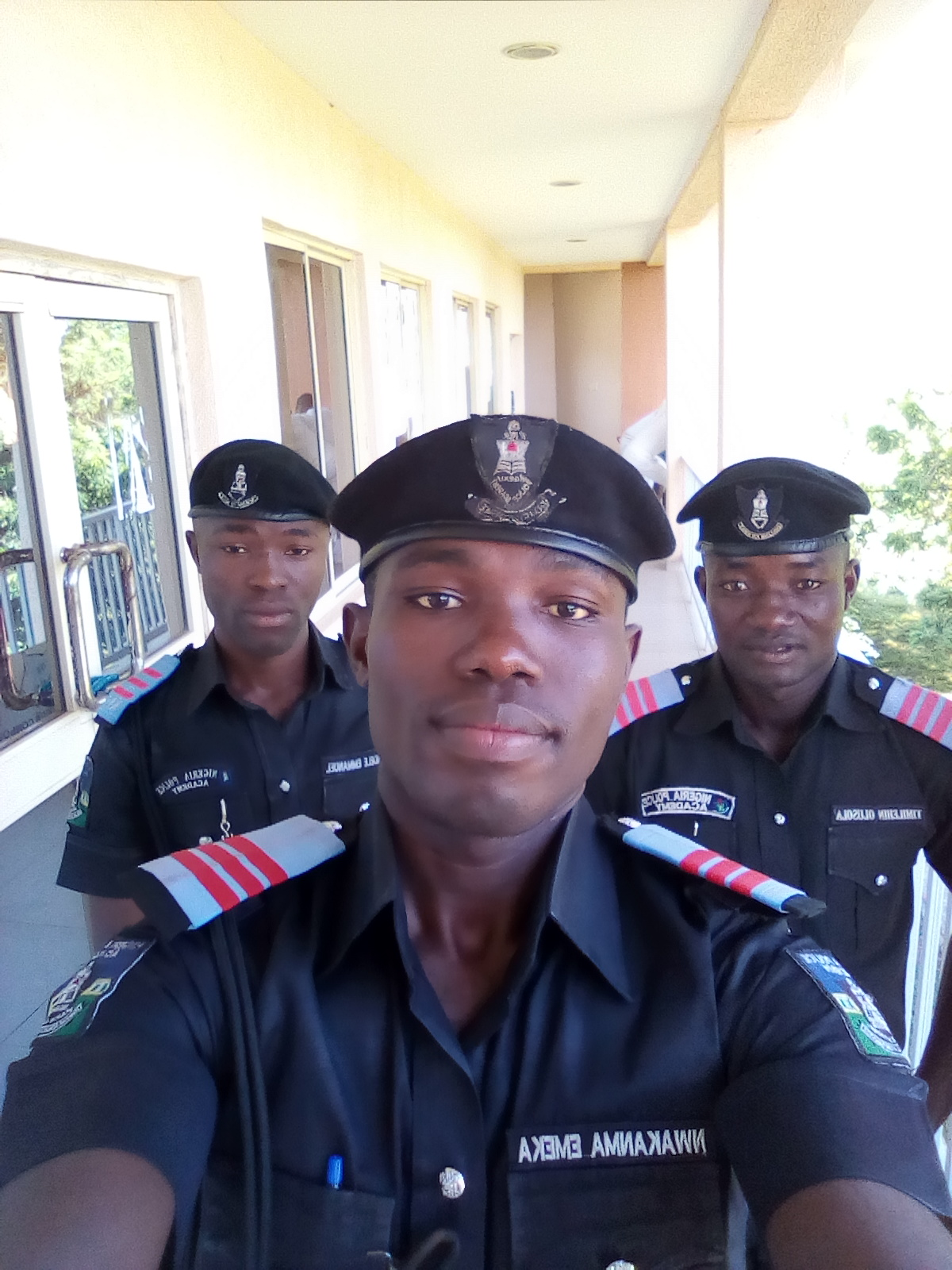
Курсанты полиции
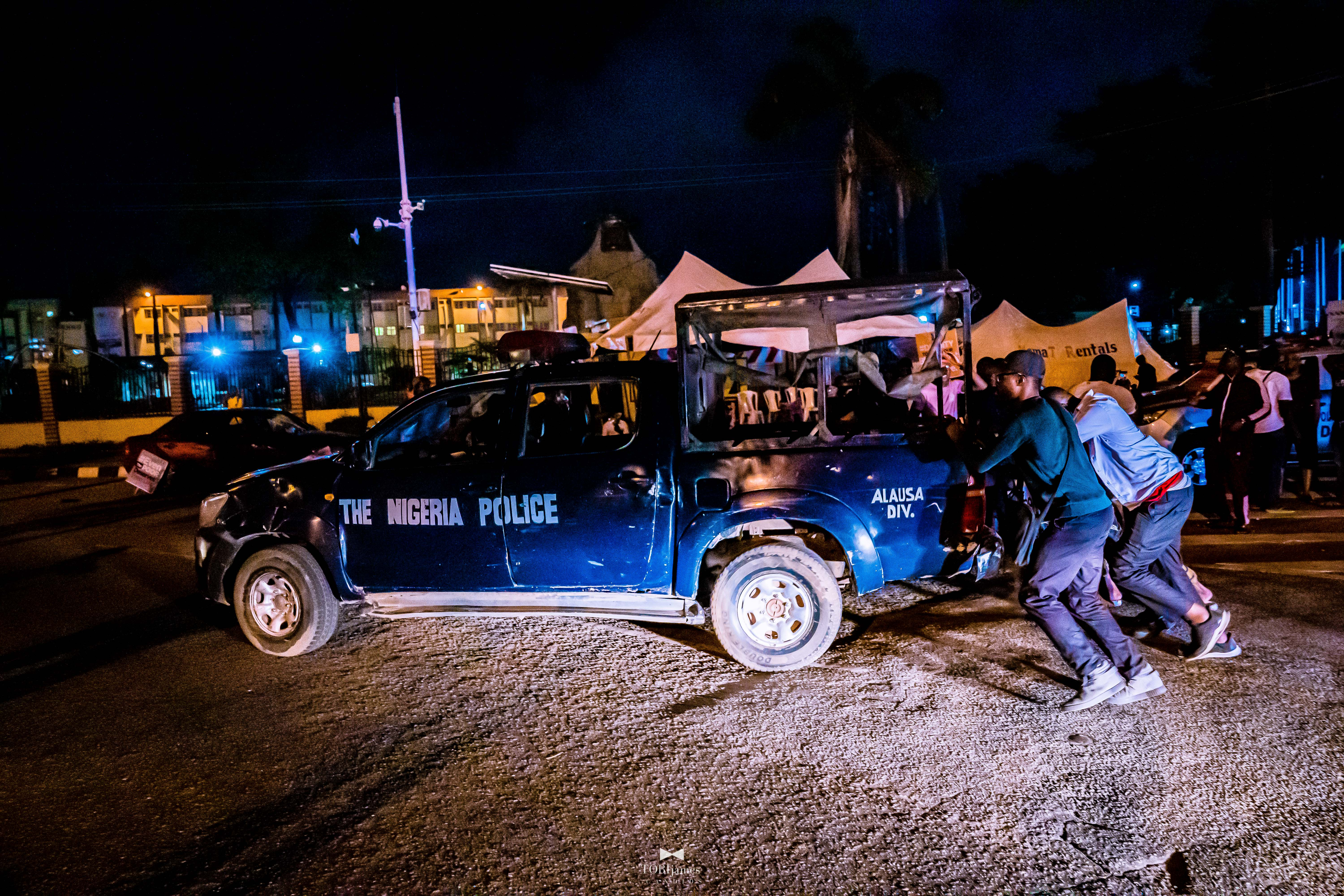
Полицейский пикап
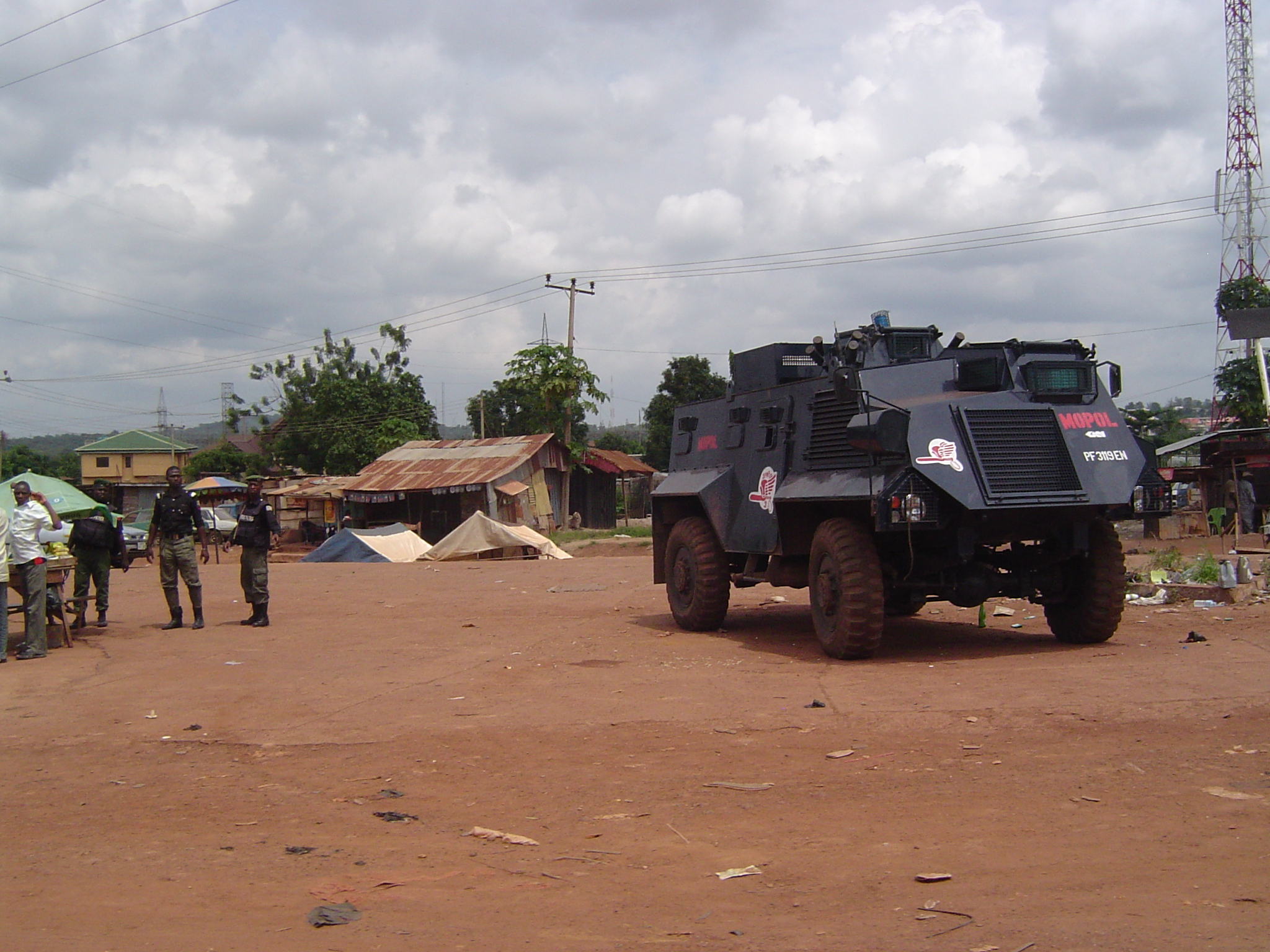
Броневик полиции
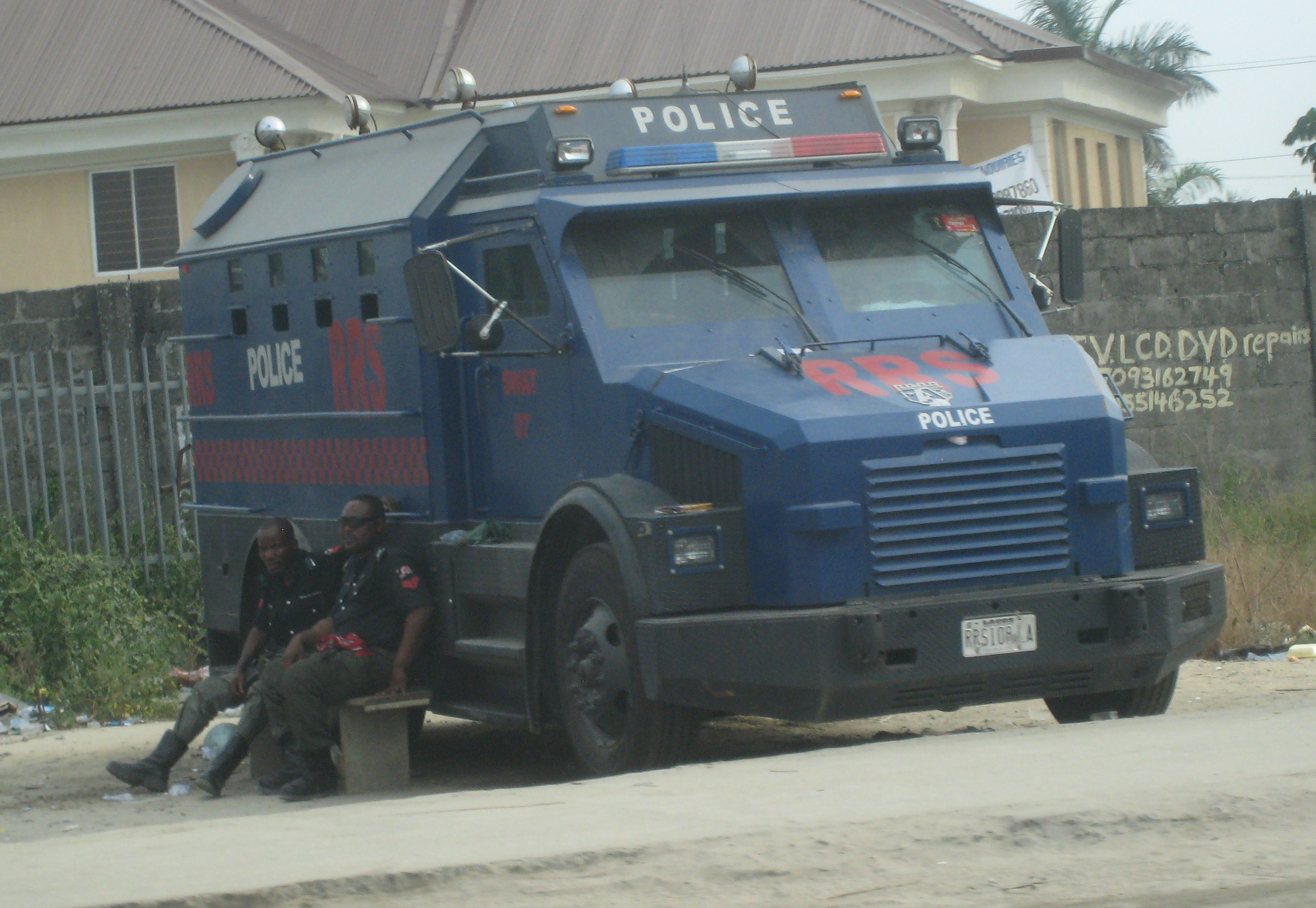
Броневик полиции